# Bisdom Jinotega
Het bisdom Jinotega (Latijn: Dioecesis Xinotegana) is een rooms-katholiek bisdom met als zetel Jinotega, in Nicaragua. Het bisdom is suffragaan aan het aartsbisdom Managua. 

## Geschiedenis
Het bisdom werd opgericht op 18 juni 1982, als de territoriale prelatuur Jinotega, uit delen van het bisdom Matagalpa. Op 30 april 1991 werd het verheven tot bisdom.

## Parochies
Het bisdom had in 2021 een oppervlakte van 9.755 km2 en telde 472.000 inwoners waarvan 67,7% rooms-katholiek was.

## Bisschoppen
- Pedro Lisímaco de Jesús Vílchez Vílchez (18 juni 1982 - 10 mei 2005)
- Carlos Enrique Herrera Gutiérrez (10 mei 2005 - heden)

## Galerij van afbeeldingen

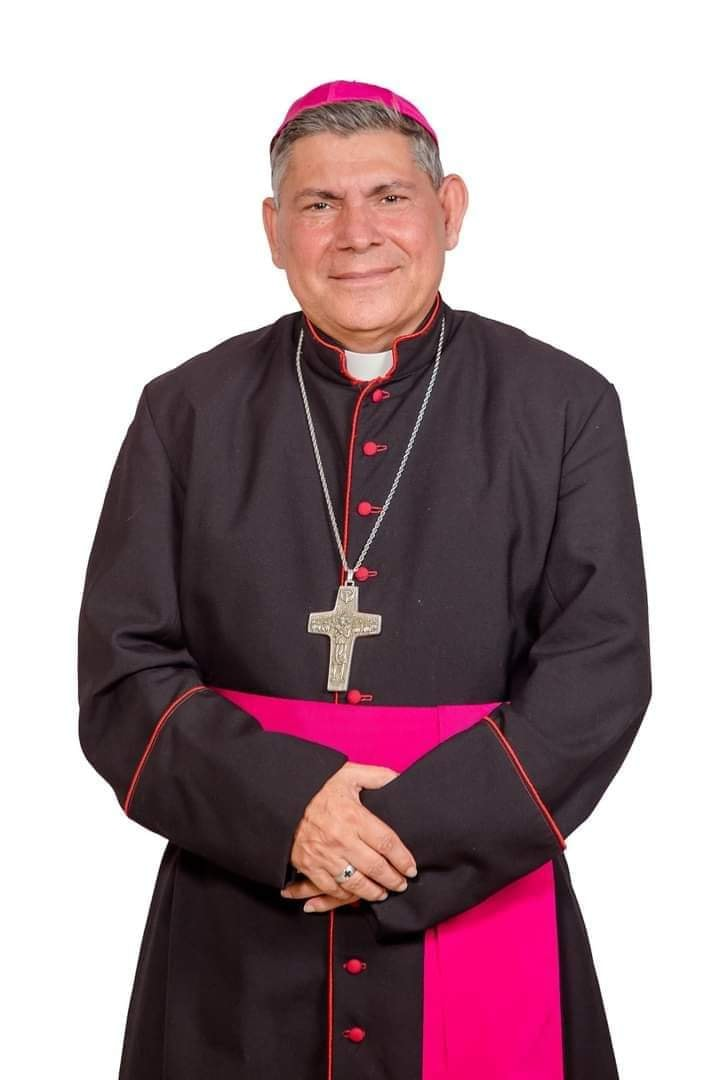
Bisschop Carlos Herrera in 2024
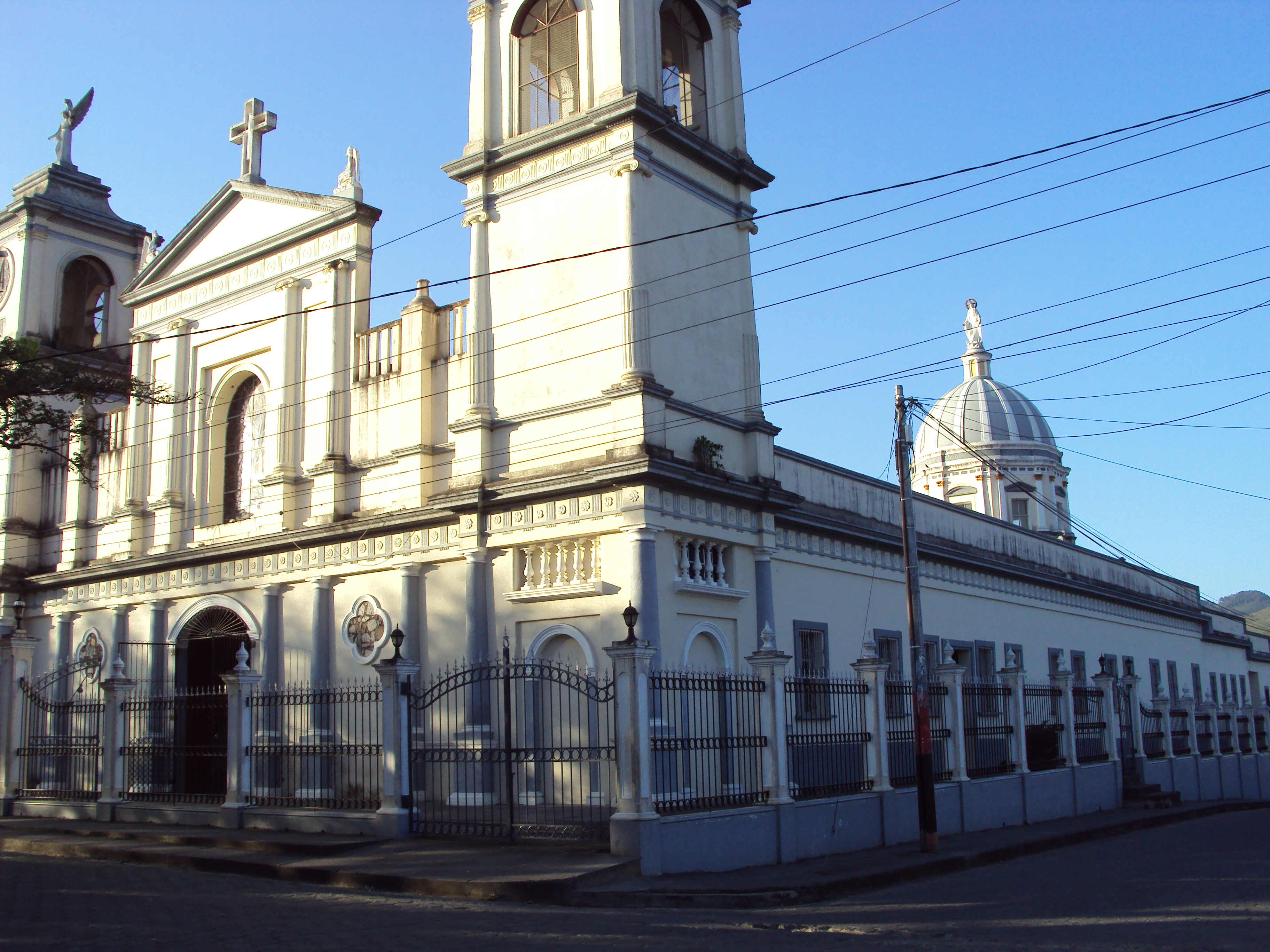
Kerk van San Rafael del Norte in 2013